# ミラボー・B・ラマー

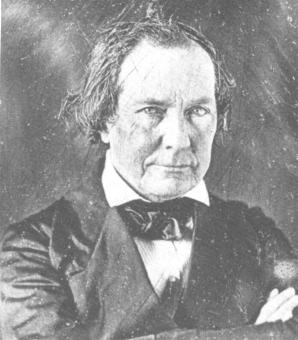
ミラボー・ボナパルテ・ラマー

ミラボー・ブオナパート・ラマー (Mirabeau Buonaparte Lamar [ləˈmɑr], 1798年8月16日〜1859年12月19日)は、デヴィッド・G・バーネット暫定大統領とサミュエル・ヒューストン初代大統領に続く、テキサス共和国の第2代大統領。

## 略歴
ラマーはジョージア州ジェファーソン郡のルイスヴィル近くで生まれた。若年期に彼はコロンバスで、コロンバス・エンクワイア(w:Columbus Ledger-Enquirer)として知られる新聞を経営し始め、成功した。テキサスに向かう前に、彼は新聞社を売り、売り上げを西部への旅行費用とした。この新聞は、コロンバス地域の主要な日刊紙として現在もマクラチー社(w:The McClatchy Company)の刊行物として発行されている。
彼は1835年にテキサスへ移動した。アラモとゴリアドでの虐殺を聞いた後に、サミュエル・ヒューストン将軍率いるテキサス革命軍に、騎馬隊の兵卒として参加した。サンジャシントの戦いの前日、ラマーは、メキシコ軍の戦線からのあいさつ代わりの祝砲に囲まれた二人のテキサス人を勇敢にも救出した。彼は大佐に任命されて、翌日以降の戦いでは騎馬隊の司令官を務めた。彼の大統領としての任期は1838年12月に始まり、1841年まで務めた。
ラマーは、仲間のテキサス人サミュエル・ヒューストンの激しい対戦相手だった。ヒューストンとラマーは、テキサスのネイティブアメリカン への経済的な対処(ラマーは根絶を支持した)から、テキサスのアメリカ合衆国との併合(彼は反対した)まで、実際に新しい共和国の発展に関連するあらゆる話題において異なった意見だった。ラマーは、いくつかのヨーロッパ諸国によるテキサス共和国の承認を取り付けた。彼は、当時の入植地の西端にあり、ペナテカ・コマンチェによる襲撃の危険にさらされていたオースティンに、テキサス共和国の首都を設立した。ラマーは入植地が西へと拡大することを非常に切望していた。彼ははるか西の太平洋に目を向けていた。彼の視点は、北アメリカを支配する合衆国と競い合うテキサス共和国のものであった。この視点を実現させようとする際に、彼は国債を急騰させた。負債を最小限にするため、彼はレッドバックス(w:Texas Redbacks)として知られる、新しいテキサス共和国の紙幣を印刷した。
ラマーはまた、「テキサスの教育の父」としても知られ、公立学校の設立に尽力した。テキサス州の多くの都市で、彼の名前にちなんだ学校が見られる。